# Aurel Martin
Aurel Martin (n. 15 mai 1926, Jibou, România – d. 15 decembrie 1993, București, România) a fost un istoric literar, critic literar și traducător român.

## Biografie
S-a născut la 15 mai 1926 în familia plutonierului major de jandarmi Teodor Martin și al soției sale, Ana (n. Bora). A absolvit cursurile Școlii Normale din Blaj în 1945, după care a lucrat un an ca învățător rural în județul Sălaj (1945-1946) și a urmat cursurile Facultății de Litere și Filosofie din cadrul Universității din Cluj (1946-1950), unde i-a avut ca profesori pe Dumitru Popovici, Ion Breazu, Iosif Pervain, Liviu Rusu ș.a. A lucrat un an ca redactor la Almanahul literar din Cluj (1950-1951), apoi a urmat cursurile Școlii de Literatură „Mihai Eminescu” din București (1951-1952).
A fost cooptat în învățământul superior, mai întâi ca preparator la Institutul de Istorie Literară și Folclor al Academiei Române (1952-1954), unde a lucrat sub îndrumarea lui George Călinescu, iar apoi ca lector la Institutul Pedagogic din București (1954-1958). A lucrat în paralel și în presă ca redactor la Viața militară (1952-1954), redactor-șef adjunct la Tînărul scriitor (1954-1957) și redactor la Luceafărul (1958).
Ca urmare a faptului că a contribuit involuntar la multiplicarea și difuzarea clandestină a unor poezii scrise de foști legionari, Aurel Martin a fost arestat în noaptea de 24 decembrie 1958. Era vorba de o antologie a poeților legionari apărută în străinătate și adusă în țară de la Paris de către scriitorul Demostene Botez. El comentase critic poeziile din acea antologie, la indicațiile partidului, în revistele Contemporanul și Tînărul scriitor. Cartea a fost împrumutată, cu acordul lui Demostene Botez (care nu a mai recunoscut acest lucru la anchetă), secretarului tehnic al unei reviste, iar acesta din urmă a multiplicat și difuzat clandestin câteva poeme. Aurel Martin a fost deținut timp de un și jumătate în celulele Ministerului de Interne de pe strada Uranus și a fost anchetat de Securitate. A fost judecat de Tribunalul Militar București pentru uneltire contra ordinii sociale, dar a fost achitat din lipsă de probe (sentința 44/15 februarie 1960).
Aurel Martin a revenit, după eliberare, în redacția revistelor Luceafărul (până în 1967) și Gazeta literară (1963-1967). În paralel, a lucrat ca redactor principal la Editura Politică (1963-1968), redactor-șef la Editura Enciclopedică (1968-1969) și director al Editurii Minerva (1969-1989). Este pensionat forțat de la Editura Minerva pentru că a permis apariția unor lucrări ce nu corespundeau cu ideologia partidului.

## Activitatea literară
Aurel Martin a debutat publicistic cu critică literară în paginile ziarului Lupta Ardealului din Cluj (1949) și a publicat periodic în revistele Almanahul literar, Viața militară, Tînărul scriitor, Gazeta literară, Luceafărul, România literară, Viața Românească, Steaua, Tribuna etc. A desfășurat o bogată activitate de critic și istoric literar, publicând mai multe volume de analiză a operelor literare românești clasice și moderne, colaborând la coordonarea generală a Micului dicționar enciclopedic (1972; ed. II, 1979) și îngrijind și prefațând ediții variate din operele lui Barbu Ștefănescu Delavrancea (1954; 1957), Nicolae Filimon (1964), Dimitrie Bolintineanu (1965; 1972), Mihai Eminescu (1970; 1973; 1974; 1978; 1980; 1981), Tudor Arghezi (1977), Dumitru Popovici (1972), Mihu Dragomir (1965; 1967; 1974), Ștefana Velisar-Teodoreanu (1969), Eugen Jebeleanu (1981; 1985) ș.a. A obținut Premiul Uniunii Scriitorilor în 1974, pentru vol. Metonimii.

## Opera
- Poeți contemporani, vol. I-II, București, 1967-1971;
- Romanian Literature, New York, 1972;
- Introducere în opera lui N. Filimon, București, 1973;
- Metonimii, București, 1974;
- Pro Patria, București, 1974;
- Acolade, București, 1977;
- Paranteze, București, 1981.

## Traduceri
- Mihail Alekseev, Soldații, roman, vol. I-II, în colaborare cu Grigore Tatus, București, 1957;
- András Sütő, Dragoste, nu te pripi, comedie într-un act, București, 1961;
- László Gagyi, Cina de onoare, comedie într-un act, București, 1962;
- János Szász, Șase băieți și o fată, moment dramatic, București, 1962.